# 安丰镇 (寿县)
安丰镇，是中华人民共和国安徽省六安市寿县下辖的一个乡镇级行政单位。

## 行政区划
安丰镇下辖以下地区：
石集街道社区、杨仙街道社区、桓店村、青峰村、谷贝村、东庄村、关庙村、梧桐村、甲贝村、天岗村、荆塘村、叶套村、青城村、观音村、马路村和廖圩村。